# Ratusz w Kapsztadzie
Ratusz w Kapsztadzie (ang. Cape Town City Hall) – zabytkowy neorenesansowy ratusz w Kapsztadzie. Znajduje się w centralnej dzielnicy Kapsztadu przy Grand Parade, głównym placu w mieście.
Ratusz otwarto w 1905 roku. 
Obecnie urzędy administracji miejskiej znajdują się w innym miejscu, natomiast w ratuszu odbywają się liczne wydarzenia kulturalne, jest on również miejscem regularnych koncertów Cape Philharmonic Orchestra.
W ratuszu odbywają się sporadycznie sesje rady miasta.